# Cerodontha kennethi
Cerodontha kennethi este o specie de muște din genul Cerodontha, familia Agromyzidae, descrisă de Zlobin în anul 1997. Conform Catalogue of Life specia Cerodontha kennethi nu are subspecii cunoscute.